# Бреза (село)
Бреза̀ е село в Южна България. Намира се в община Рудозем, област Смолян.
Старото име на селото е Муртазовска. Към 1934 г. селото има 66 жители. Населението му към 2011 г. е 9 души. От 2008 г. влиза в землището на село Чепинци.
Селището възниква преди повече от век, когато на мястото му се заселват преселници от Чепинци, а по-късно и от Рибница.